# Resolutie 2263 Veiligheidsraad Verenigde Naties
Resolutie 2263 van de Veiligheidsraad van de Verenigde Naties werd unaniem door de VN-Veiligheidsraad aangenomen op 28 januari 2016 en verlengde de UNFICYP-vredesmacht op Cyprus opnieuw met een half jaar. Ook werd het aantal manschappen licht verhoogd, van 860 naar 888.

## Achtergrond
Nadat in 1964 geweld was uitgebroken tussen de Griekse en Turkse bevolkingsgroep op Cyprus stationeerden de VN de UNFICYP-vredesmacht op het eiland. Die macht wordt sindsdien om het half jaar verlengd. In 1974 bezette Turkije het noorden van Cyprus na een Griekse poging tot staatsgreep. In 1983 werd dat noordelijke deel met Turkse steun van Cyprus afgescheurd. Midden 1990 begon het toetredingsproces van (Grieks-)Cyprus tot de Europese Unie, maar de EU erkent de Turkse Republiek Noord-Cyprus niet. In 2008 werd overeengekomen om een federale overheid met één internationale identiteit op te richten, naast twee gelijkwaardige deelstaten.

## Inhoud
Het momentum in de onderhandelingen over de hereniging van het Griekse en Turkse deel van Cyprus en de vorming van een federatie van twee gelijken bleef gehandhaafd. De Veiligheidsraad riep beide partijen op om nieuwe vertrouwensmaatregelen te overwegen en grensovergangen te openen. Ook moest de VN-Bufferzone verder ontmijnd worden, maar de toegang tot de mijnenvelden werd nog steeds geweigerd.
De Internationale Commissie voor Vermiste Personen had inmiddels de helft van alle vermiste personen gevonden en bijna een derde geïdentificeerd. Ze zou nu toegang krijgen tot dertig mogelijke massagraven in militaire gebieden in het noorden van Cyprus. Ongeveer 2000 mensen waren ten gevolge van het geweld in 1963-64 en de Turkse invasie in 1974 verdwenen.
Inmiddels was de Cypriotische overheid het erover eens dat de VN-vredesmacht nodig bleef, en dus werd het mandaat van UNFICYP verlengd tot 31 juli 2016. Ook werd het aantal manschappen opgetrokken tot 888.

## Verwante resoluties
- Resolutie 2197 Veiligheidsraad Verenigde Naties (2015)
- Resolutie 2234 Veiligheidsraad Verenigde Naties (2015)

Lijst ·  2260 ·  2261 ·  2262 ·  2263 ·  2264 ·  2265 ·  2266 ·  2267 ·  2268 ·  2269 ·  2270 ·  2271 ·  2272 ·  2273 ·  2274 ·  2275 ·  2276 ·  2277 ·  2278 ·  2279 ·  2280 ·  2281 ·  2282 ·  2283 ·  2284 ·  2285 ·  2286 ·  2287 ·  2288 ·  2289 ·  2290 ·  2291 ·  2292 ·  2293 ·  2294 ·  2295 ·  2296 ·  2297 ·  2298 ·  2299 ·  2300 ·  2301 ·  2302 ·  2303 ·  2304 ·  2305 ·  2306 ·  2307 ·  2308 ·  2309 ·  2310 ·  2311 ·  2312 ·  2313 ·  2314 ·  2315 ·  2316 ·  2317 ·  2318 ·  2319 ·  2320 ·  2321 ·  2322 ·  2323 ·  2324 ·  2325 ·  2326 ·  2327 ·  2328 ·  2329 ·  2330 ·  2331 ·  2332 ·  2333 ·  2334 ·  2335 ·  2336